# 감각저하

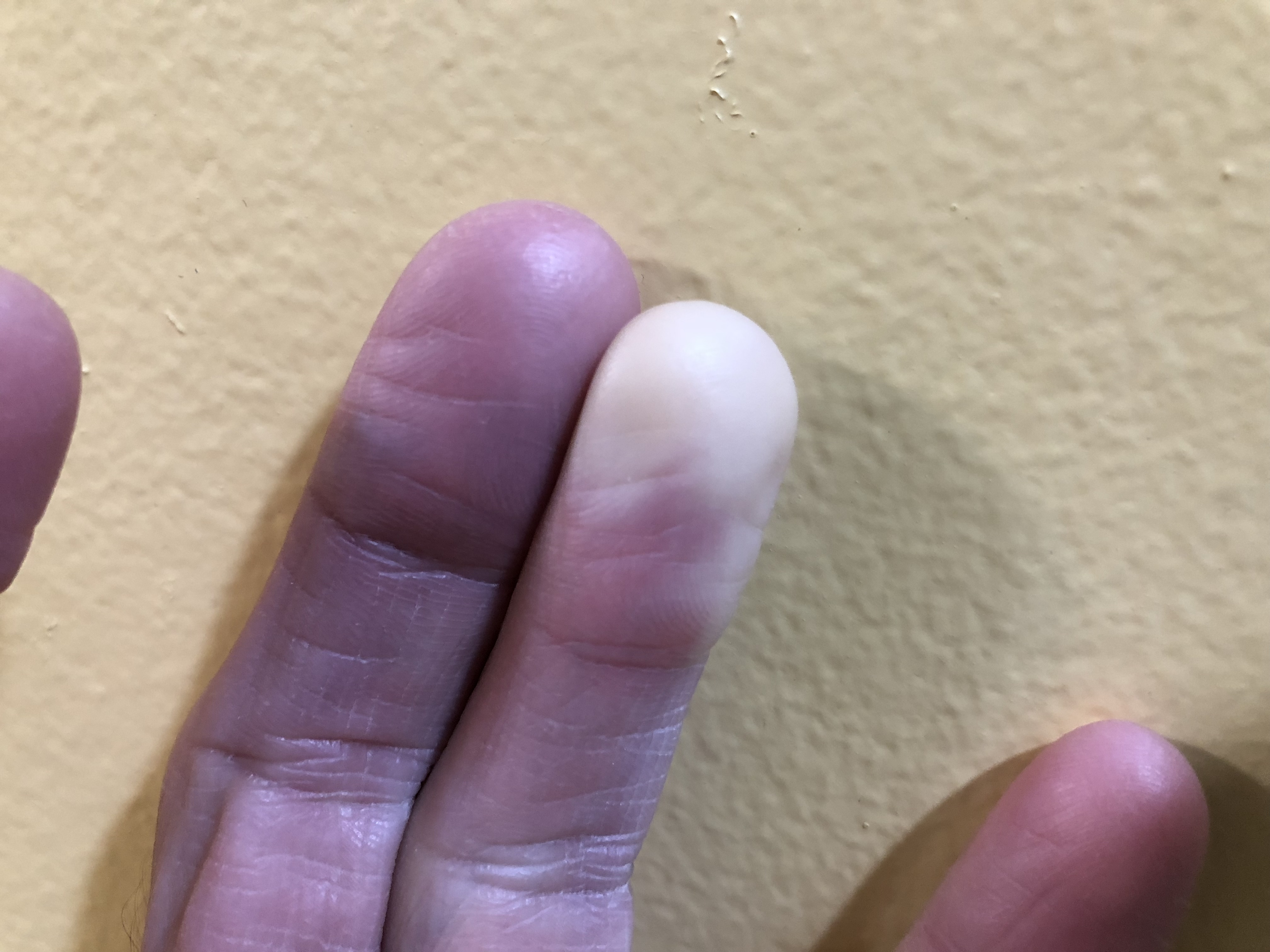

감각저하(Hypoesthesia, numbness)는 몸감각의 저하, 감각 자극의 민감성 저하로 나타나는 다양한 질환의 부작용이다.
감각저하는 주로 신경 손상, 혈관 차단으로 인해 발생하며 이로 인해 허혈을 일으키게 된다. 이러한 손상은 다양한 의학촬영연구를 이용하여 확인이 가능하다.

## 같이 보기
- 저림
- 레이노 현상